# Simon Verepaeus

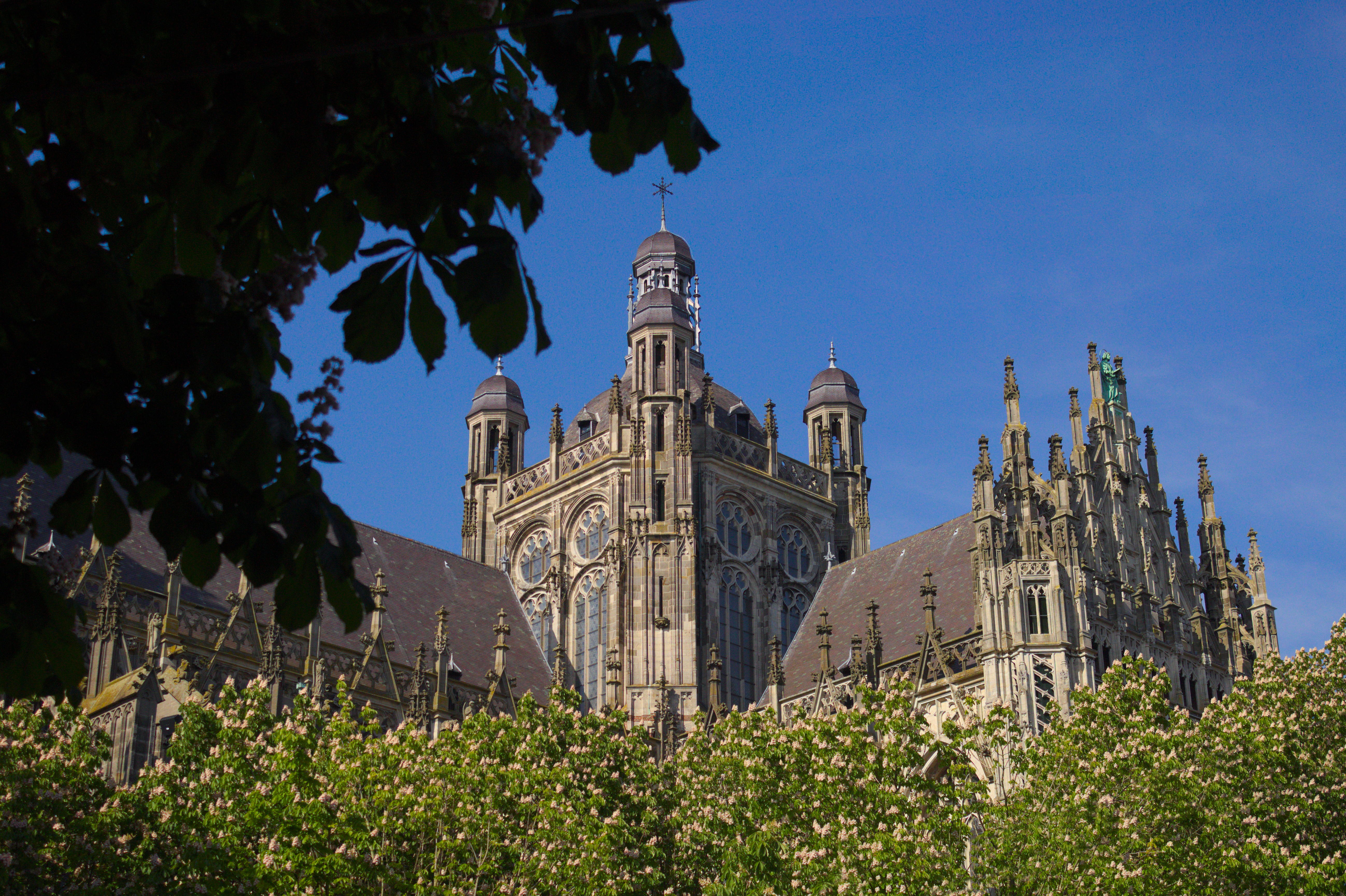
Sint-Janskathedraal van 's-Hertogenbosch

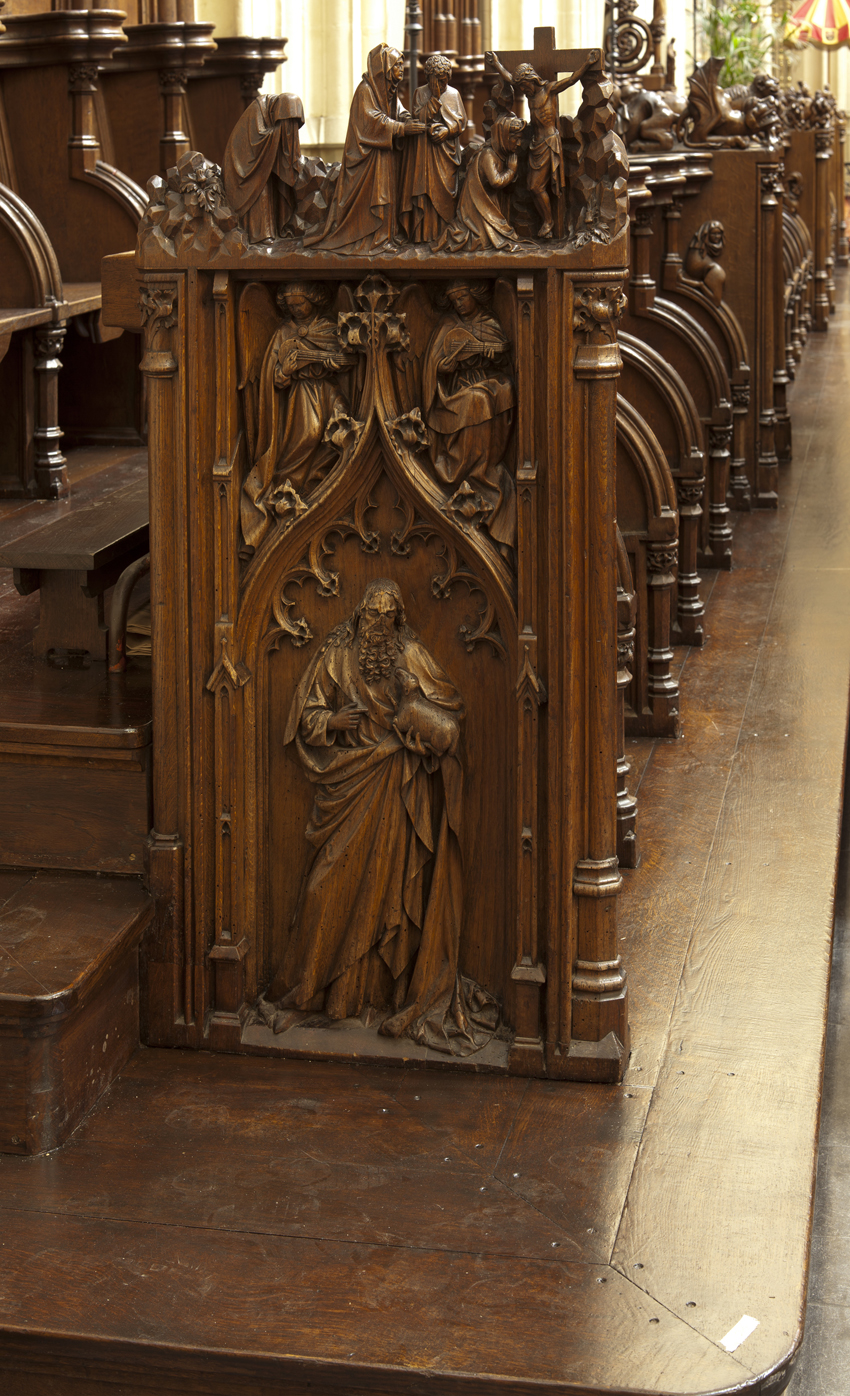
Kapittel van de Sint-Janskathedraal; hier was Verepaeus kanunnik.

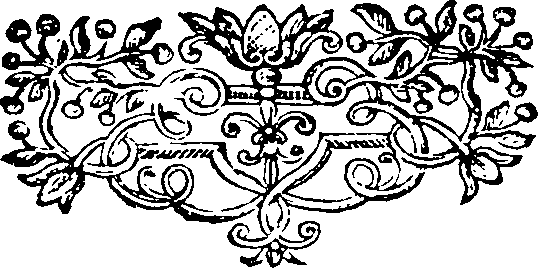
2 details uit een Engelse vertaling van Precationum Piarum Enchiridion, het gebedenboek van Verepaeus

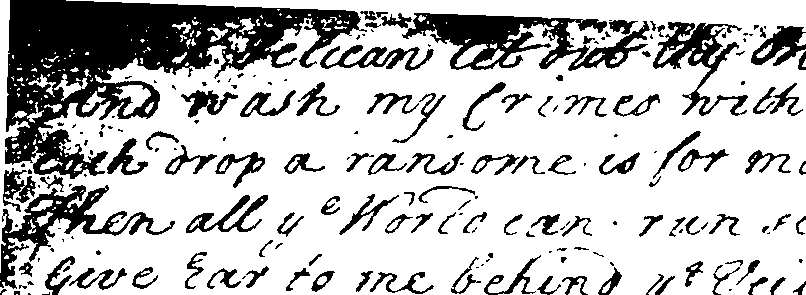

Simon Verepaeus (Dommelen, 1522 – ’s-Hertogenbosch, 10 november 1598) was een pedagoog, classicus en rooms-katholiek priester. Hij was kanunnik van het Sint-Janskapittel van 's-Hertogenbosch. Zijn Latijnse grammatica werd eeuwen later nog gebruikt in de Zuidelijke Nederlanden.

## Naam
Zijn familienaam wordt ook geschreven als Verrepaeus, Verepeus, Verrepeus, Vereept, Verreept, Verept of Verrept.

## Levensloop
Verepaeus werd geboren in Dommelen, in het hertogdom Brabant, toentertijd een deel van de Habsburgse Nederlanden. Hij volgde les aan de kapittelschool van de Sint-Janskerk in ’s-Hertogenbosch. Vervolgens trok hij naar de Universiteit van Leuven. Hij studeerde aan de Pedagogie Het Varken en werd magister artium (1545). Hij studeerde verder klassieke talen aan het Drietalencollege en theologie aan de faculteit theologie in Leuven. In deze periode werd hij tot priester gewijd.
Van 1550 tot 1565 was Verepaeus leraar aan de kapittelschool van Hilvarenbeek. Van 1565 tot 1566 was hij rector van de Augustijnen in Mechelen; in deze periode studeerde hij opnieuw in Leuven. Omdat de Spaanse troepen lelijk huis hielden in Mechelen (1566) vluchtte Verepaeus naar Keulen. In Keulen gaf hij les aan het Driekronencollege bij de Jezuïeten.
Ondertussen woedde de Tachtigjarige Oorlog volop in de Nederlanden. Verepaeus keerde terug in 1567. Hij verbleef in Hilvarenbeek (1567-1573) bij zijn broer Hendrik, deken van Hilvarenbeek. De reden dat hij niet naar Mechelen reisde, was de Spaanse Furie in Mechelen (1572). Van 1573 tot 1580 verbleef hij dan toch in Mechelen, in het Thaborklooster. Toen de Spanjaarden andermaal Mechelen binnen stormden (1580), vluchtte Verepaeus via Turnhout en Bree naar ’s-Hertogenbosch (1583). Hier, in Spaans-Brabant verbleef hij voor de rest van zijn leven. 's-Hertogenbosch was ondertussen een bisschopsstad geworden. Verepaeus gaf les Latijn in de Latijnse school en in 1589 werd hij rector van de Latijnse school. Dit combineerde hij met de functie (en inkomen) van kanunnik van het Sint-Janskapittel. In 1598 stierf hij in ’s-Hertogenbosch. Alle boeken die hij had uitgegeven ademden de geest van de Contrareformatie, die kenmerkend was in de Zuidelijke Nederlanden na het Concilie van Trente; nochtans speelde de invloed van Erasmus ook door in zijn boeken over pedagogie.

## Werken
Alles samen schreef Verepaeus in zijn leven 24 boeken. Het gaat om gebedenboeken, grammatica's en andere schoolboeken voor het onderwijs in het Latijn. Hij publiceerde werken van Latijnse auteurs. Hij was geïnteresseerd in onderwijsmethoden en in pedagogie in het algemeen. 
Hieronder volgen enkele titels, telkens met het jaar van de eerste druk.
- Religionis christianae rudimenta (voor 1573): dit is een catechismus voor de jeugd.
- Precationum piarum enchiridion (1565).[5] Dit is een gebedenboek in het Latijn dat talrijke herdrukken kende. De herdrukken waren niet alleen in het Latijn, maar ook in het Frans, Duits, Nederlands en het Spaans. Na 1629 werd dit gebedenboek niet meer in het Nederlands gedrukt.[6] Naast dit bekende werk publiceerde hij 2 minder bekende gebedenboeken.
- Epitomes novae grammatices Despauterianae (1571).[7] Deze Latijnse grammatica is zijn meest bekende werk. Het kende vele herdrukken, nog eeuwen na hem.[8]
- Institutionum scholasticarum libri tres (1573). Hier ontwikkelde Verepaeus zijn ideeën voor het onderwijs van het Latijn, volgens de principes van de Contrareformatie. Hij deelde het middelbaar onderwijs in in 7 leerjaren.
- Scholae latinae et christianae sciagraphia (1588). Dit is een verkorte versie van het voorgaande pedagogisch werk.
- De ingenuis scholasticorum moribus libellus (1582).[9] Dit boekje of libellus behandelde het goed gedrag van leerlingen, een soort manierenboek voor de schoolgaande jeugd.
- Latinae linguae progymnasmata sive prima exercitamenta (1572).[10] Dit boek kende vele herdrukken. Het was een boekje met oefeningen in de Latijnse grammatica.
- Praeceptiones de figuris (1590). Dit is een vraag-en-antwoord boek over stijlfiguren in de Latijnse taal.
- De epistolis Latinae conscribendis (1571).[11] Dit is een handboek om brieven in het Latijn op te stellen.
- Selectiores epistolae clarorum virorum (1574).[12] Hier verzamelde Verepaeus brieven van Romeinen en andere schrijvers in het Latijn.
- Brevis institutio de salutari poentientia peccatoris (1575). Dit is een verzameling van geschriften van Latijnse schrijvers.
- Praeceptiones de verborum et rerum copia (1582).[13] Verepaeus verzamelde hier voorbeelden van en voor de Latijnse grammatica.
- Selectiores sermonis Latini phrases (1597). Hier gaat het om een bloemlezing van Latijnse uitspraken.

- Biblioteca Nacional de España: XX1592342
- Bibliothèque nationale de France: cb120716881 (data)
- Biografisch Portaal: 91542091
- Digitale Bibliotheek voor de Nederlandse Letteren: vere022
- Gemeinsame Normdatei: 12425019X
- International Standard Name Identifier: 0000 0001 1025 4061
- Library of Congress Control Number: nr93010227
- Nationale Bibliotheek van Tsjechië: mzk2006363511
- Nationale en Universitaire bibliotheek Zagreb: 000661363
- Nederlandse Thesaurus van Auteursnamen: 069911150
- Réseau des bibliothèques de Suisse occidentale: 02-A000171746
- Istituto Centrale per il Catalogo Unico: RMLV019355
- LIBRIS: 299024
- Système universitaire de documentation: 067056679
- Virtual International Authority File: 40307407
- WorldCat: E39PCjDyVxbt4qGGYmrKk8pwqP